# Ernst Wagner (Agronom)
Ernst Wagner (* 17. April 1921 in Unirea, Königreich Rumänien; † 3. Mai 1996 in Schwäbisch Hall) war ein deutscher Agrarwissenschaftler und Landeskundler  aus der deutschsprachigen Minderheit der Siebenbürger Sachsen.

## Leben und Werk
Der Sohn des Wallendorfer Pfarrers Adolf Wagner (1887–1946) und Auguste, geborene Scholtes (1899–1984), war eines von drei Geschwistern. Seine Brüder Kurt und Otto fielen im Zweiten Weltkrieg.
Er besuchte in Bistrița das Realgymnasium, das er mit dem Abitur abschloss. Nach Wehrdienst und Gefangenschaft in den Jahren 1942 bis 1946 legte er die 1. Staatsprüfung für Volksschullehrer in Eferding/Oberösterreich ab. Von 1949 bis 1956 studierte er Landwirtschaft an der Landwirtschaftlichen Hochschule Stuttgart-Hohenheim und nahm an einer Fachausbildung teil. Seit 1952 war er Diplomlandwirt, seit 1954 Dr. agr., 1956 Assessor der Landwirtschaft; gleichzeitig wissenschaftliche Hilfskraft, Landwirtschaftlicher Referendar und wissenschaftlicher Assistent. Er veröffentlichte mehrere grundlegende historische und landeskundliche Werke über die Geschichte der Siebenbürger Sachsen.

## Ehrungen
- 1945: Verwundetenabzeichen in Schwarz
- 1973: St.Wendelin-Plakette (für Eingliederung der Donauschwaben) durch das Donauschwäbische Kulturwerk Saarland e.V.
- 1976: Ehrenwappen der Landsmannschaft der Siebenbürger Sachsen
- 1979: Silberne Ehrennadel des Bauernverbandes der Vertriebenen Rheinland-Pfalz
- 1983: Bundesverdienstkreuz am Bande
- 1986: Siebenbürgisch-Sächsischer Kulturpreis